# Гідроцинкіт

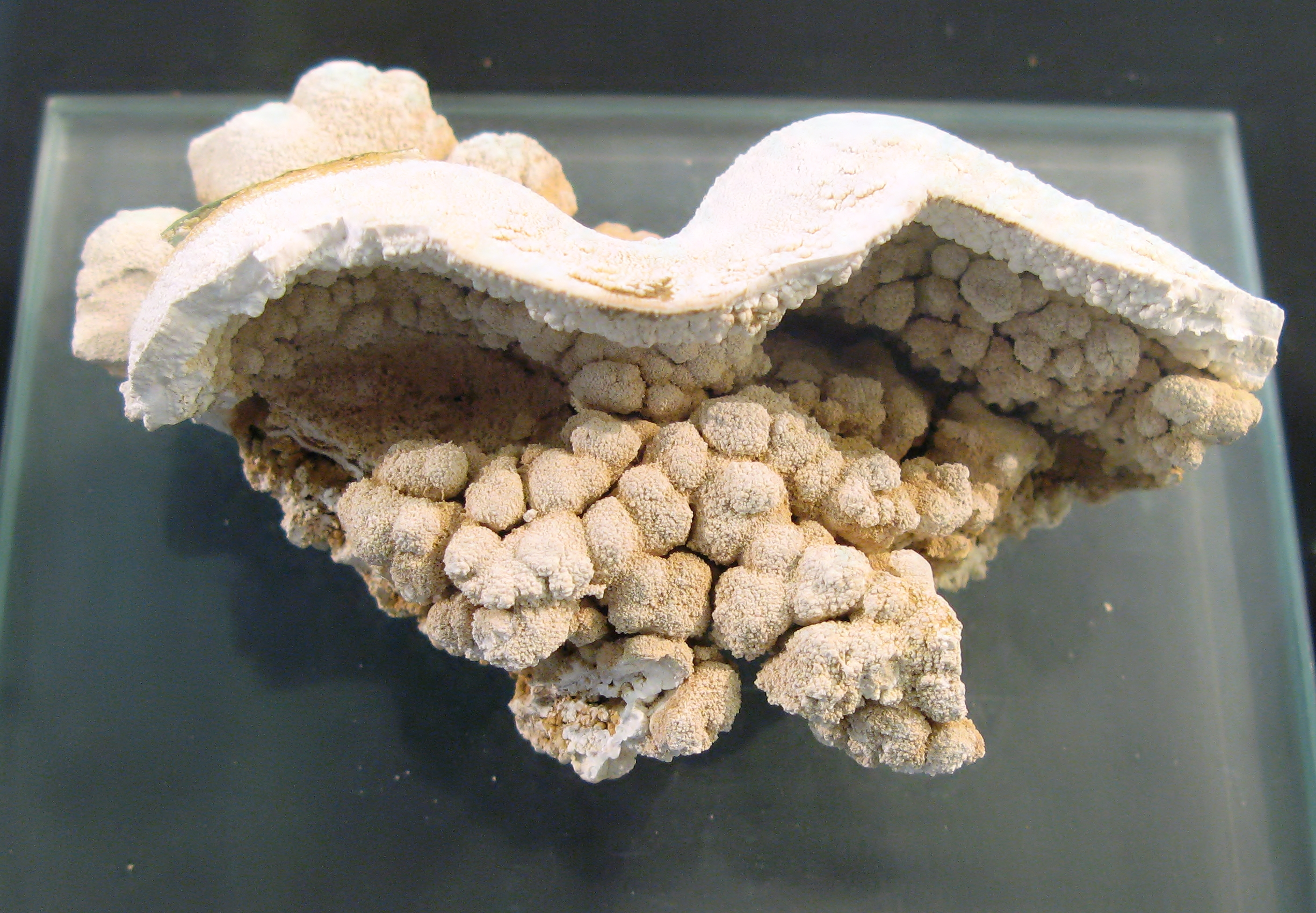
Гідроцинкіт. Італія

Гідроцинкіт (рос. гідроцинкіт; англ. hydrozincite; нім. Hydrozinkit m) — мінерал, гідроксилкарбонат цинку.

## Загальний опис
Формула: 2[Zn5(CO3)2 (OH)6]. Містить (%): ZnO — 74,12; 2 — 16,03; Н2О — 9,85.
Сингонія моноклінна.
Спайність досконала.
Густина 4.
Твердість 2-2,5.
Форми виділення. Зустрічається у вигляді дрібних кристалів та щільних зернистих й пористих до суцільних масивних агрегатів тьмяного кольору або кристалічних кірок.
Колір білий до сірого, також жовтуватий. Риса тьмяна до блискучої.
Дуже крихкий.
Блиск землистий до матового. У кристалі перламутровий полиск. Блакитне свічення в ультрафіолетовому світлі.
Закипає у HCl.
Асоціює зі сфалеритом, аурихальцитом, геміморфітом та смітсонітом.
Поширений в зоні окиснення рудних родовищ як продукт перетворення сфалериту. Вторинний мінерал в зоні вивітрювання цинкових родовищ.
Найвідоміші знахідки: в районі Сантандер (Іспанія), в пров. Каринтія (Австрія), в Гудспрінгс і Сокорро (шт. Нью-Мексико, США).